# Liste der höchsten Bauwerke in Berlin
Diese Liste der höchsten Bauwerke in Berlin enthält alle Bauwerke ab einer Höhe von 100 Metern, die in Berlin stehen oder standen, mit Ausnahme von Hochhäusern (dazu siehe Liste der Hochhäuser in Berlin).
Das höchste Bauwerk in der Metropole ist der 368 Meter hohe Berliner Fernsehturm, welcher das höchste Bauwerk Deutschlands ist und als eines der wichtigsten Wahrzeichen Berlins gilt.

## Bestehende Bauwerke
(Stand: 2025)
| Nr | Name                                                          | Höhe in m | Baujahr | Konstruktionstyp                      | Bemerkungen                                                                                               | Foto      |
| -- | ------------------------------------------------------------- | --------- | ------- | ------------------------------------- | --- | --------- |
| 1  | Berliner Fernsehturm                                          | 368       | 1969    | Betonturm                             | Höchstes Bauwerk in Deutschland seit 1990, zweithöchstes Bauwerk in der Europäischen Union                |           |
| 2  | Sendemast Scholzplatz                                         | 230       | 1963    | abgespannter Stahlrohrmast            | |           |
| 3  | Windkraftanlage Pankow VI                                     | 229,3     | 2021    | Windkraftanlage                       | |           |
| 4  | Fernmeldeturm Berlin-Schäferberg                              | 212       | 1964    | Betonturm                             | Höchstes Bauwerk in West-Berlin von 1964 bis 1979                                                         |           |
| 5  | Windkraftanlage Berlin-Pankow III                             | 184,4     | 2015    | Windenergieanlage                     | | kein Bild |
| 6  | Windkraftanlage Berlin-Pankow IV                              | 184,4     | 2015    | Windenergieanlage                     | | kein Bild |
| 7  | Windkraftanlage Berlin-Pankow V                               | 180       | 2016    | Windenergieanlage                     | | kein Bild |
| 8  | Windkraftanlage Berlin-Pankow I(52° 38′ 54″ N, 13° 26′ 40″ O) | 180       | 2008    | Windenergieanlage                     | |           |
| 9  | Windkraftanlage Berlin-Pankow II                              | 179       | 2014    | Windenergieanlage                     | |           |
| 10 | Kamin Heizkraftwerk Marzahn                                   | 169       | ?       | Kamin                                 | |           |
| 11 | Berliner Funkturm                                             | 146,8     | 1926    | Stahlfachwerkturm                     | Höchstes Bauwerk in Berlin von 1926 bis 1933 und von 1940 bis 1951, einziger Aussichtsturm auf Isolatoren |           |
| 12 | Kamin Kraftwerk Klingenberg                                   | 144       | ?       | Kamin                                 | |           |
| 13 | Kamin Kraftwerk Reuter                                        | 123       | ?       | Kamin                                 | |           |
| 14 | Kamin Kraftwerk Reuter-West                                   | 122       | ?       | Kamin                                 | |           |
| 15 | Kamin Heizkraftwerk Berlin-Buch                               | 120       | ?       | Kamin                                 | |           |
| 16 | Kamin Müllverbrennungsanlage Ruhleben der BSR                 | 102,5     | ?       | Kamin                                 | , Stahlfachwerkschornstein mit mehreren Rohren                                                            |           |
| 17 | Kühlturm Kraftwerk Reuter                                     | 100       | ?       | Kühlturm                              | |           |
| 18 | Heizkraftwerk Berlin-Mitte                                    | 100       | 1997    | Gebäude mit zwei Kaminen auf dem Dach | |           |

## Abgerissene oder reduzierte Bauwerke
(Stand: 2025)
| Nr | Name                                                    | Höhe in m | Baujahr | Konstruktionstyp                      | Bemerkungen | Foto                                               |
| -- | ------------------------------------------------------- | --------- | ------- | ------------------------------------- | --- | -------------------------------------------------- |
| 1  | Richtfunkmast Berlin-Frohnau                            | 358,6     | 1979    | abgespannter Stahlfachwerkmast        | höchstes Bauwerk in West-Berlin von 1979 bis 1990, 2009 gesprengt                                                              |                                                    |
| 2  | Sender Köpenick, J1-Sendemast                           | 248       | 1953    | abgespannter Stahlrohrmast            | Von 1953 bis 1969 das höchste Bauwerk in Ost-Berlin, gegen Erde isoliert, 2002 gesprengt                                       |                                                    |
| 3  | Sender Köpenick, J2-Sendemast                           | 248       | 1953    | abgespannter Stahlrohrmast            | geerdet, 1984 demontiert und in Wachenbrunn mit verminderter Höhe (142,8 Meter) wiederaufgebaut                                | kein Bild                                          |
| 4  | Kamin VEB Elektrokohle Lichtenberg                      | 200       | ?       | Kamin                                 | Abbruch im Mai 1993 | kein Bild                                          |
| 5  | Sendemast Berlin-Olympiastadion                         | 180,7     | 1951    | abgespannter Stahlfachwerkmast        | Höchstes Bauwerk in West-Berlin von 1951 bis 1964, 2005 demontiert                                                             | kein Bild                                          |
| 6  | Kamin der Müllverbrennungsanlage Berlin-Lichtenberg     | 169       | 1974    | Kamin                                 | 2012 abgerissen |                                                    |
| 7  | Sendeturm Berlin-Tegel                                  | 163       | 1933    | Holzturm                              | Von 1933 bis 1940 eines der höchsten Holzbauwerke der Welt, 1948 gesprengt                                                     |                                                    |
| 8  | Nordwestmast Sendeanlage Berlin-Britz                   | 160       | 1953    | abgespannter Stahlfachwerkmast        | gegen Erde isoliert, einst vom RIAS genutzt, 2015 gesprengt                                                                    |                                                    |
| 9  | Kamine Kraftwerk Berlin-Lichterfelde                    | 158       | 1970    | Gebäude mit Kamin auf dem Dach        | 2025 wurden die Schlote demontiert                                                                                             |                                                    |
| 10 | Heizwerk Scharnhorststraße                              | 150       | ?       | Kamin                                 | Fernwärmeerzeugung (Erdgas) Abriss 2023-2025                                                                                   |                                                    |
| 11 | Richtfunkstelle Nikolassee                              | 150       | 1950    | abgespannter Stahlfachwerkmast        | 1974 demontiert; 3 Masten, von denen 2 mit einer Brücke verbunden waren                                                        | Funkstelle Berlin-Nikolassee auf einer Sondermarke |
| 12 | Kamin Kraftwerk Klingenberg                             | 145       | ?       | Kamin                                 | links im Bild |                                                    |
| 13 | Südostmast Sendeanlage Berlin-Britz                     | 144       | 1948    | abgespannter Stahlfachwerkmast        | im Nov. 2012 demontiert; einst vom RIAS genutzt                                                                                |                                                    |
| 14 | Sendemast Berlin-Dahlem                                 | 133       | ?       | abgespannter Mast                     | Sendemast für den Fernseh- und UKW-Sender des AFN, abgebrochen (wann?)                                                         |                                                    |
| 15 | Neuer Sendemast Stallupöner Allee                       | 130       | 1987    | abgespannter Stahlfachwerkmast        | gegen Erde isoliert, 2006 demontiert                                                                                           | kein Foto                                          |
| 16 | Alter Sendemast Stallupöner Allee                       | 126       | 1950    | abgespannter Stahlfachwerkmast        | gegen Erde isoliert, 1998 demontiert                                                                                           | kein Foto                                          |
| 17 | Kamin Kraftwerk Charlottenburg                          | 125       | 1928    | Kamin                                 | 2006 abgetragen |                                                    |
| 18 | AFN-Sendemast Dahlem                                    | 125       | ?       | Abgespannter Stahlfachwerkmast        | Sendemast des AFN-Mittelwellensenders, gegen Erde isoliert, am 14. Dezember 1996 gesprengt                                     | kein Foto                                          |
| 19 | Kamin Kraftwerk Oberhavel                               | 120       | 1959    | Kamin                                 | 2007 gesprengt | Foto                                               |
| 20 | Kamin Berlin-Weißensee                                  | 120       | ?       | Kamin                                 | in den 1990er Jahren abgerissen                                                                                                | kein Foto                                          |
| 21 | Kraftwerk Wilmersdorf                                   | 120       | 1973    | Kamin                                 | 2022 wurde die Anlage demontiert                                                                                               |                                                    |
| 22 | Kamin Prenzlauer Berg                                   | 120       | ?       | Kamin                                 | in den 1990er Jahren abgerissen                                                                                                | kein Foto                                          |
| 23 | Hilfssendemast Berlin-Witzleben                         | 120       | 1924    | abgespannter Stahlfachwerkmast        | Diente nur kurze Zeit zum Aufbau des Berliner Funkturms                                                                        | kein Foto                                          |
| 24 | Reflektormast des Mittelwellensenders Stallupöner Allee | 120       | 1951    | abgespannter Stahlfachwerkmast        | gegen Erde isoliert, 1987 abgebaut                                                                                             | kein Foto                                          |
| 25 | Großer Kamin des Heizkraftwerks Steglitz                | 120       |         | Kamin                                 | abgerissen | kein Foto                                          |
| 26 | Antennenmast der Abhörstation Teufelsberg               | 120       |         | abgespannter Stahlrohrmast            | abgebaut |                                                    |
| 27 | Sendeturm Berlin-Frohnau                                | 117,5     | 1972    | freistehender Stahlfachwerkturm       | 2009 gesprengt |                                                    |
| 28 | Berliner Dom                                            | 114       | 1905    | Kuppelbau                             | Von 1905 bis 1926 höchstes Bauwerk in Berlin, seit Beseitigung von im 2. Weltkrieg entstandenen Schäden 98 Meter hoch          |                                                    |
| 29 | Turm der Kaiser-Wilhelm-Gedächtniskirche                | 113       | 1895    | Kirchturm                             | Von 1895 bis 1905 höchstes Bauwerk in Berlin, 1943 bei einem Luftangriff schwer beschädigt, heute 71 Meter hohes Ruinendenkmal |                                                    |
| 30 | Turm der Petrikirche                                    | 111       | 1853    | Kirchturm                             | Von 1853 bis 1895 höchstes Bauwerk in Berlin, 1945 schwer beschädigt und 1964 gesprengt                                        |                                                    |
| 31 | Heizkraftwerk Reuter                                    | 110       | 1930    | Gebäude mit drei Kaminen auf dem Dach | Kamine 2009 demontiert, seitdem Höhe 46 Meter                                                                                  |                                                    |
| 32 | Sendemasten Berlin-Adlershof                            | 110       | 1926    | abgespannte Stahlfachwerkmasten       | demontiert | kein Foto                                          |
| 33 | Turm der Georgenkirche                                  | 105       | 1898    | Kirchturm                             | im 2. Weltkrieg schwer beschädigt und 1949 gesprengt                                                                           |                                                    |
| 34 | Kamin Heizkraftwerk Rudow                               | 100       | 1963    | Kamin                                 | 2007 gesprengt |                                                    |

## Temporäre Hochbauten
In Berlin werden jährlich zahlreiche temporäre Hochbauten und Konstruktionen eingerichtet, die eine Höhe von über 40 Metern übertreffen. Hierzu zählen Baukräne, Bungeetürme, Achterbahnen, Freifalltürme und Fahrgeschäfte auf Rummelplätzen sowie Flutlichtanlagen.

## Besonderheiten
- In Berlin befinden sich einige durch landschaftliche Gestaltung erzeugte Erhebungen die eine Höhe von über 100 Metern erreichen. Hierzu zählen u. a. die Arkenberge und der Teufelsberg.
- Die Flagge der Einheit ist auf einem 28,5 Meter hohen Fahnenmast vor dem Bundestag angebracht. Der Mast ist der höchste seiner Art in Berlin und einer der höchsten freistehenden Fahnenmaste in Deutschland.
- Berlin ist die einzige Stadt weltweit in der sich gegenwärtig 16 Kirchenbauten befinden, die ein Höhe von 75 Metern überschreiten.